# Endocochlus asteroides
Endocochlus asteroides är en svampart som beskrevs av Drechsler 1935. Endocochlus asteroides ingår i släktet Endocochlus och familjen Cochlonemataceae.   Inga underarter finns listade i Catalogue of Life.